# 1731 год в науке
В 1731 году произошли различные научные и технологические события, некоторые из которых представлены ниже.

## События
- Впервые проведено наблюдение Крабовидной туманности. Она стала первым астрономическим объектом, отождествлённым с историческим взрывом сверхновой, записанным китайскими и арабскими астрономами в 1054 году.
- Открыт и описан остров Гоф.
- Лаура Басси, первая со времен Ренессанса женщина, которой официально разрешилось преподавать в европейском университете, была назначена профессором анатомии в Университете Болоньи, в возрасте 21 года.

## Награды
- Медаль Копли: Стивен Грей, за опыты приведшие, по сути дела, к открытию передачи электричества на расстояние.

## Родились
- 10 октября — Генри Кавендиш, британский физик и химик, член Лондонского королевского общества (с 1760 года).
- 12 декабря — Эразм Дарвин, английский врач, натуралист и изобретатель.

## Скончались
- 29 декабря — Брук Тейлор, английский математик, именем которого называется известная формула, выражающая значение голоморфной функции через значения всех её производных в одной точке.